# TNA World Heavyweight Championship (2020–2021)
TNA World Heavyweight Championship – nieaktywny tytuł wrestlingu wagi ciężkiej, należący do federacji Impact Wrestling.

## Historia
Mistrzostwo wzorowane jest na Impact World Championship, który w latach 2007-2017 nosił nazwę TNA World Heavyweight Championship. W ramach fabuły zapoczątkowanej, w kwietniu 2020, gdzie Moose nazwał siebie „Panem TNA” (TNA to skrótowiec od dawnej nazwy Impact Wrestling – Total Nonstop Action Wrestling), przyznając sobie pas mistrzowski, który kiedyś symbolizował obecne mistrzostwa świata Impact. Moose, mimo tego że mistrzostwo było nieoficjalne, kilkukrotnie stawał w jego obronie. Ostatecznie podczas gali Impact! z dnia 23 lutego 2021, wiceprezes firmy, Scott D'Amore, oficjalnie zatwierdził mistrzostwo, ogłaszając Moose'a pierwszym mistrzem.

## Panowania
| Lp. | Mistrz     | Data zdobycia      | Miejsce              | Gala      | Statystyki panowania | Statystyki panowania | Statystyki panowania | Notka | Odn.        |
| Lp. | Mistrz     | Data zdobycia      | Miejsce              | Gala      | Panowanie            | Dni                  | Rozpoznawane dni     | Notka | Odn.        |
| --- | ---------- | ------------------ | -------------------- | --------- | -------------------- | -------------------- | -------------------- | --- | ----------- |
| –   | Moose      | 8-10 kwietnia 2020 | Nashville, Tennessee | Rebellion | 1                    | 319-321              | 301                  | Moose po wygranej z Hernandezem i Michaelem Elginem, uznał się za mistrza wagi ciężkiej TNA, ponieważ początkowo miał to być mecz o Impact World Championship, lecz ówczesna mistrzyni Tessa Blanchard nie zjawiła się na nagraniach z powodu pandemii COVID-19. Moose był nieoficjalnie mistrzem i stawał kilkukrotnie w obronie tytułu, lecz jego panowanie uznano dopiero 23 lutego 2021. | [ 5 ]       |
| 1   | Moose      | 23 lutego 2021     | Nashville, Tennessee | Impact!   | 1                    | 18                   | 18                   | Moose nazywał się mistrzem od kwietnia 2020, aczkolwiek mistrzostwo oficjalnie zostało zatwierdzone w lutym 2021, gdzie Moose został oficjalnie ogłoszony mistrzem, a tytuł dostał zupełnie nową linię mistrzów, niż Impact World Championship. | [ 4 ] [ 1 ] |
| 2   | Rich Swann | 13 marca 2021      | Nashville, Tennessee | Sacrifice | 1                    | <1                   | <1                   | Był to mecz, w którym na szali znalazło się również Impact World Championship, należące do Swanna. | [ 6 ]       |
| –   | Unifikacja | 13 marca 2021      | Nashville, Tennessee | Sacrifice | –                    | –                    | –                    | Zaraz po meczu zunifikowano tytuł z Impact World Championship, na krótko znane jako Impact Unifed World Championship. | [ 6 ]       |